# Оливия Уедсли
Оливия Уедсли (на английски: Olive Wadsley) е английска журналистка и писателка на бестселъри в жанра любовен роман през 1920-те и 1930-те години.

## Биография и творчество
Оливия Мари Уедсли е родена през 1889 г. в Хънтингдъншър, Англия. Учи в Германия.
В периода 1913 – 1931 г. пише любовни романи излезли като 8 серийни публикации за Лондонския вестник „Стар“, както и многобройни статии по теми свързани с човешките взаимоотношения, ролята на жените в обществото и модата, включени в страниците „За жената“. През втората половина на 1928 г. един от нейните романтични сериали първоначално е публикуван в „Стар“ без заглавие, а на читателите е обещана награда за неговото отгатване. Освен в „Стар“ публикува и в други вестници и списания, като вестник „Дейли Нюз“, списание „Кавалиер“, „Грийн бук“, „Новел“ и др. Романите ѝ включват криминални интриги и често имат непредсказуем край.
Писателката е запален автомобилист и пътешественик, пътува много и знае много езици. Тя е първата жена от Англия летяла с известния дирижабъл „Цепелин“ в Хамбург.
Оливия Уедсли умира през 1959 г. в Англия.

## Произведения

### Самостоятелни романи
- Пламък, The Flame (1913)
- Обладание, Possession (1916)
- Откраднати щастливи мигове, Stolen Hours (1916, 1924)
- Son of His (1917)
- Nevertheless (1918)
- Frailty (1919)
- Instead (1920)
- Belonging (1920)
- Pampered Young Man (1921)
- Бадемите цъфтят, Almond-blossom (1921)
- Sand (1922)
- Sometimes (1923)
- Conquest (1924)
- You and I (1925)
- Shutters (1926)
- The Clue (1926)
- Within a Dream (1927)
- Честна игра, Fair game (1927)
- Reality (1928)
- Traceries (1928)
- First love (1928)
- Yesterday's Tomorrow (1929)
- Entanglements (1929)
- Spring dust (1930)
- Cabaret (1931)
- Fascination (1931)
- Serenade (1932)
- Tournament (1933)
- Flood Tide (1933)
- Racing pace (1933)
- Frist spring (1934)
- At last (1934)
- Secret heart (1935)
- Shadow love (1935)
- Scarlet and white (1936)
- Someday (1936)
- Payment (1938)
- Seventh wave (1938)
- Wait for me (1941)
- And one was mine (1951)
- So Green the Grass (1952)

## На български език
- Бадемите цъфтят – Абагар, 1991, меки корици
- Любов и сълзи – Абагар, 1991, меки корици
- Обладание
- Ревност
- Ти си любовта
- Пламък

### Филмография
- 1918 Stolen Hours – история
- 1919 Possession – история
- 1920 The Flame – по романа
- 1921 Frailty – по романа
- 1922 Belonging – по романа
- 1924 In Every Woman's Life – по романа „Belonging“